# Нисигори, Ацуси
Ацуси Нисигори (яп. 錦織敦史 Нисигори Ацуси) (14 сентября 1978) — режиссёр-постановщик и дизайнер персонажей аниме.

## Биография
Окончив институт мультипликации при компании Toei Animation, будущий режиссёр Ацуси Нисигори поступил на работу на студию Gainax. Первой ролью в профессиональной карьере Нисигори стало создание промежуточной анимации к OVA FLCL в 2000 году. Начиная с 2001 года и сериала «Махороматик», Нисигори в штате Gainax становится ответственным за ключевую анимацию, но уже с 2002 года его назначили дизайнером персонажей к Petite Princess Yucie. В дальнейшем вплоть до 2010 года Нисигори продолжал работу в этой должности — наибольший успех был достигнут им в дизайне персонажей для сериала «Гуррен-Лаганн», за который он был награждён премией Tokyo Anime Award по итогам 2008 года.
В 2011 году Нисигори покинул Gainax и устроился на студию A-1 Pictures, где в том же году стал режиссёром-постановщиком сериала The Idolmaster. За эту работу Нисигори получил в 2012 году две награды от журнала Newtype в номинациях «Лучший режиссёр» и «Лучший дизайн персонажей». В 2014 году за фильм The Idolmaster: Kagayaki no Mukougawa e! Нисигори получил вторую в карьере премию «Лучшему режиссёру» от Newtype, а сама эта картина была признана этим изданием лучшим аниме-фильмом года. Во время выпуска следующего своего проекта — сериала Darling in the Franxx — в начале 2018 года Нисигори стал сотрудником студии CloverWorks, отделившейся от материнской компании A-1 Pictures.

## Фильмография
указаны работы в должности режиссёра-постановщика
- The Idolmaster (2011)
- The Idolmaster: Kagayaki no Mukougawa e! (2014)
- Darling in the Franxx (2018)